# Franquícia de mitjans
Una franquícia de mitjans de comunicació és una propietat intel·lectual que inclou els personatges, l'escenari i les marques registrades d'una obra original d'algun mitjà (en general, una obra de ficció), com ara una pel·lícula, una obra literària, un programa de televisió o un videojoc. En general, tota una sèrie és feta en aquest mitjà, juntament amb el marxandatge i promocions. Múltiples continuacions solen planificar-se amb molta antelació i, en el cas del cinema, els actors i directors sovint signen contractes per múltiples pel·lícules, garantint la seva participació.

## Franquícies conegudes
Algunes franquícies són accidentals, com la sèrie de pel·lícules de Ma and Pa Kettle (els personatges que sortiren de la pel·lícula The Egg and I de l'any 1947), i algunes són planificades, com la trilogia cinematogràfica d'El Senyor dels Anells. Les franquícies de pel·lícules més rendibles són Harry Potter, La guerra de les galàxies, James Bond, Indiana Jones, Pirates del Carib i El Senyor dels Anells.
Franquícies de pel·lícules de llarga durada eren comunes en l'era dels estudis, quan els estudis de Hollywood tenien actors i directors sota contractes de llarga durada. Alguns exemples són Andy Hardy, Ma and Pa Kettle, Bulldog Drummond, Superman, Tarzan i Sherlock Holmes. Les franquícies de més llarga durada del cinema modern són James Bond, Godzilla, Friday the 13th, A Nightmare on Elm Street, Batman i Star Trek. En aquests casos, fins i tot els actors principals són sovint substituïts a mesura que envelleixen, perden interès, o els seus personatges moren.